# UEFA Nations League 2018-2019 - Lega B
Questa voce raccoglie un approfondimento sulle gare della Lega B dell'UEFA Nations League 2018-2019.  La fase a gironi della Lega B si è disputata tra il 6 settembre e il 20 novembre 2018.

## Formato
La Lega B è formata da 12 squadre del ranking UEFA classificate dal tredicesimo al ventiquattresimo posto, divise in quattro gruppi da tre squadre ciascuno. La squadra vincitrice di ogni gruppo avanza nella Lega A della UEFA Nations League 2020-2021, mentre la terza classifica di ogni raggruppamento viene inizialmente retrocessa nella Lega C, ma successivamente riammessa nella Lega B a seguito del cambio di formula del torneo a partire dall'edizione successiva.

## Squadre partecipanti
Le squadre sono state assegnate alla Lega B in base al coefficiente UEFA dopo il sorteggio per il turno di spareggio delle qualificazioni al campionato mondiale di calcio 2018 per la zona UEFA tenutosi l'11 ottobre 2017. Le squadre erano inserire in tre urne da quattro squadre ciascuno, ordinate in base al loro coefficiente. Le urne per il sorteggio sono state annunciate il 7 dicembre 2017.
| Squadra    | Coeff  | Rank |
| ---------- | ------ | ---- |
| Austria    | 29.418 | 13   |
| Galles     | 29.269 | 14   |
| Russia     | 29.258 | 15   |
| Slovacchia | 28.555 | 16   |

| Squadra              | Coeff  | Rank |
| -------------------- | ------ | ---- |
| Svezia               | 28.487 | 17   |
| Ucraina              | 28.286 | 18   |
| Irlanda              | 28.249 | 19   |
| Bosnia ed Erzegovina | 28.200 | 20   |

| Squadra          | Coeff  | Rank |
| ---------------- | ------ | ---- |
| Irlanda del Nord | 27.127 | 21   |
| Danimarca        | 27.052 | 22   |
| Rep. Ceca        | 27.028 | 23   |
| Turchia          | 26.538 | 24   |

Il sorteggio per la fase a gironi si è svolto il 24 gennaio 2018 alle ore 12:00 CET a Losanna, in Svizzera. Il programma della fase a gironi è stato confermato dalla UEFA dopo il sorteggio.

## Gruppo 1

### Classifica
| Pos | Squadra    | Pt | G | V | N | P | GF | GS | DG |
| --- | ---------- | -- | - | - | - | - | -- | -- | -- |
| 1.  | Ucraina    | 9  | 4 | 3 | 0 | 1 | 5  | 5  | 0  |
| 2.  | Rep. Ceca  | 6  | 4 | 2 | 0 | 2 | 4  | 4  | 0  |
| 3.  | Slovacchia | 3  | 4 | 1 | 0 | 3 | 5  | 5  | 0  |

Nota:
Slovacchia riammessa in Lega B della UEFA Nations League 2020-2021 per via della riforma della competizione in vigore a partire dalla stagione successiva.

### Risultati
| Arbitro: | Anthony Taylor |

|           |           |                                  |
| Schick 4’ | Marcatori | 45+1’ Konopljanka 90+3’ Zinčenko |

| Arbitro: | Anastasios Sidīropoulos |

|                       |           |  |
| Jarmolenko 80’ (rig.) | Marcatori |  |

| Arbitro: | Slavko Vinčić |

|            |           |                         |
| Hamšík 62’ | Marcatori | 52’ Krmenčík 76’ Schick |

| Arbitro: | Gediminas Mažeika |

|                  |           |  |
| Malinovs'kyj 43’ | Marcatori |  |

| Arbitro: | Nikola Dabanović |

|                                        |           |                 |
| Rusnák 6’ Kucka 26’ Zreľák 52’ Mak 61’ | Marcatori | 47’ Konopljanka |

| Arbitro: | Alejandro Hernández Hernández |

|            |           |  |
| Schick 32’ | Marcatori |  |

## Gruppo 2

### Classifica
| Pos | Squadra | Pt | G | V | N | P | GF | GS | DG |
| --- | ------- | -- | - | - | - | - | -- | -- | -- |
| 1.  | Svezia  | 7  | 4 | 2 | 1 | 1 | 5  | 3  | +2 |
| 2.  | Russia  | 7  | 4 | 2 | 1 | 1 | 4  | 3  | +1 |
| 3.  | Turchia | 3  | 4 | 1 | 0 | 3 | 4  | 7  | -3 |

Nota:
Turchia riammessa in Lega B della UEFA Nations League 2020-2021 per via della riforma della competizione in vigore a partire dalla stagione successiva.

### Risultati
| Arbitro: | Artur Soares Dias |

|          |           |                        |
| Aziz 41’ | Marcatori | 13’ Čeryšev 49’ Dzjuba |

| Arbitro: | Jesús Gil Manzano |

|                         |           |                                  |
| Thelin 35’ Claesson 49’ | Marcatori | 51’ Çalhanoğlu 88’, 90+2’ Akbaba |

| Kaliningrad 11 ottobre 2018, ore 20:45 UTC+2 | Russia     | 0 – 0 referto | Svezia | Kaliningrad Stadium (31 698 spett.)\| Arbitro: \| Luca Banti \| |
| Arbitro:                                     | Luca Banti |               |        |                                                                 |

| Arbitro: | Paweł Raczkowski |

|                            |           |  |
| Neustädter 20’ Čeryšev 78’ | Marcatori |  |

| Arbitro: | István Kovács |

|  |           |                      |
|  | Marcatori | 71’ (rig.) Granqvist |

| Arbitro: | Benoît Bastien |

|                       |           |  |
| Lindelöf 41’ Berg 72’ | Marcatori |  |

## Gruppo 3

### Classifica
| Pos | Squadra              | Pt | G | V | N | P | GF | GS | DG |
| --- | -------------------- | -- | - | - | - | - | -- | -- | -- |
| 1.  | Bosnia ed Erzegovina | 10 | 4 | 3 | 1 | 0 | 5  | 1  | +4 |
| 2.  | Austria              | 7  | 4 | 2 | 1 | 1 | 3  | 2  | +1 |
| 3.  | Irlanda del Nord     | 0  | 4 | 0 | 0 | 4 | 2  | 7  | -5 |

Nota:
Irlanda del Nord riammessa in Lega B della UEFA Nations League 2020-2021 per via della riforma della competizione in vigore a partire dalla stagione successiva.

### Risultati
| Arbitro: | Pavel Královec |

|             |           |                        |
| Grigg 90+3’ | Marcatori | 36’ Duljević 64’ Sarić |

| Arbitro: | Ruddy Buquet |

|           |           |  |
| Džeko 78’ | Marcatori |  |

| Arbitro: | Georgi Kabakov |

|                |           |  |
| Arnautović 71’ | Marcatori |  |

| Arbitro: | Mattias Gestranius |

|                |           |  |
| Džeko 27’, 73’ | Marcatori |  |

| Vienna 15 novembre 2018, ore 20:45 UTC+1 | Austria       | 0 – 0 referto | Bosnia ed Erzegovina | Ernst Happel Stadion (37 200 spett.)\| Arbitro: \| Andrew Dallas \| |
| Arbitro:                                 | Andrew Dallas |               |                      |                                                                     |

| Arbitro: | Jonathan Lardot |

|           |           |                           |
| Evans 57’ | Marcatori | 49’ Schlager 90+3’ Lazaro |

## Gruppo 4

### Classifica
| Pos | Squadra   | Pt | G | V | N | P | GF | GS | DG |
| --- | --------- | -- | - | - | - | - | -- | -- | -- |
| 1.  | Danimarca | 8  | 4 | 2 | 2 | 0 | 4  | 1  | +3 |
| 2.  | Galles    | 6  | 4 | 2 | 0 | 2 | 6  | 5  | +1 |
| 3.  | Irlanda   | 2  | 4 | 0 | 2 | 2 | 1  | 5  | -4 |

Nota:
Irlanda riammessa in Lega B della UEFA Nations League 2020-2021 per via della riforma della competizione in vigore a partire dalla stagione successiva.

### Risultati
| Arbitro: | Clément Turpin |

|                                             |           |              |
| Lawrence 6’ Bale 18’ Ramsey 37’ Roberts 55’ | Marcatori | 66’ Williams |

| Arbitro: | Deniz Aytekin |

|                         |           |  |
| Eriksen 32’, 63’ (rig.) | Marcatori |  |

| Dublino 13 ottobre 2018, ore 20:45 UTC+2 | Irlanda                  | 0 – 0 referto | Danimarca | Aviva Stadium (41 220 spett.)\| Arbitro: \| Xavier Estrada Fernandez \| |
| Arbitro:                                 | Xavier Estrada Fernandez |               |           |                                                                         |

| Arbitro: | Björn Kuipers |

|  |           |            |
|  | Marcatori | 58’ Wilson |

| Arbitro: | Ivan Kružliak |

|          |           |                               |
| Bale 89’ | Marcatori | 42’ Jørgensen 88’ Braithwaite |

| Aarhus 19 novembre 2018, ore 20:45 UTC+1 | Danimarca      | 0 – 0 referto | Irlanda | Idrætspark (11 130 spett.)\| Arbitro: \| Aliyar Aghayev \| |
| Arbitro:                                 | Aliyar Aghayev |               |         |                                                            |

## Statistiche

### Classifica marcatori
3 reti
- Edin Džeko

- Patrik Schick

2 reti
- Christian Eriksen (1 rigore)
- Denis Čeryšev

- Emre Akbaba
- Jevhen Konopljanka

- Gareth Bale

1 rete
- Marko Arnautović
- Valentino Lazaro
- Xaver Schlager
- Haris Duljević
- Nikola Sarić
- Michal Krmenčík
- Martin Braithwaite
- Nicolai Jørgensen
- Corry Evans
- Will Grigg
- Shaun Williams

- Artëm Dzjuba
- Roman Neustädter
- Marek Hamšík
- Juraj Kucka
- Róbert Mak
- Albert Rusnák
- Adam Zreľák
- Marcus Berg
- Viktor Claesson
- Andreas Granqvist (1 rigore)
- Isaac Kiese Thelin

- Victor Lindelöf
- Serdar Aziz
- Hakan Çalhanoğlu
- Ruslan Malinovs'kyj
- Andrij Jarmolenko (1 rigore)
- Oleksandr Zinčenko
- Tom Lawrence
- Aaron Ramsey
- Connor Roberts
- Harry Wilson